# Aigueperse, Puy-de-Dôme

Aigueperse este o comună în departamentul Puy-de-Dôme, Franța. În 2009 avea o populație de 2,530 de locuitori.